# Scholierentragedie van Steglitz

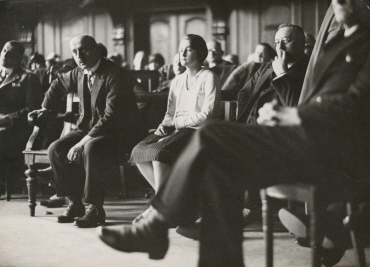
Foto tijdens het prozes, Hilde Scheller (midden) op de getuigenbank in de Landgerichtssaal in Berlijn (februari 1928)

De Scholierentragedie van Steglitz is een gebeurtenis die zich op 28 juni 1927 afspeelde in Steglitz, een stadsdeel van Berlijn.
De achttienjarige scholier Paul Krantz en zijn negentienjarige vriend Günther Scheller hadden onder invloed van veel alcohol in een zomerhuis een zelfmoordpact gesloten: Scheller zou de koksmaat Hans Stephan doodschieten, die vroeger met hem bevriend was geweest, Krantz zou dan Günther Scheller en diens 16-jarige zuster Hildegard doodschieten, en daarna zelfmoord plegen. De aanleiding was dat zowel Krantz als Stephan een relatie hadden met Hildegard, maar daarbij speelde dat Scheller ongelukkig verliefd was op Stephan.
Günther Scheller deed enige uren later zoals afgesproken: in het huis van zijn ouders, die afwezig waren, schoot hij Hans Stephan dood, maar kort daarna pleegde hij zelfmoord. Paul Krantz vervulde zijn deel van het zelfmoordpact niet. Hij werd wegens wapenbezit tot drie weken cel veroordeeld en vrijgesproken van medeplichtigheid aan doodslag.

## Ernst Erich Noth
Krantz (1909-1983) ging Duitse taal- en letterkunde studeren en koos voor een carrière als schrijver; daarvoor gebruikte hij het pseudoniem Ernst Erich Noth. In zijn eerste boek, Die Mietskaserne (1931) verwerkte hij de Steglitzer scholierentragedie. Zijn boek werd in 1933 echter door studenten in Frankfurt verbrand en in 1934 als 'undeutsch' verboden, en ook werd de auteur verboden te promoveren. Hij emigreerde naar Frankrijk, waar hij in het Frans begon te publiceren, en wist in 1941 naar Amerika te ontkomen, waar hij aanvankelijk directeur was van de Duitstalige radio-uitzendingen van NBC en later hoogleraar moderne talen. In 1963 keerde hij terug naar Europa, waar hij eveneens aan verschillende Franse en Duitse universiteiten lesgaf.

## Films
De Steglitzer scholierentragedie was aanleiding voor verschillende films, de eerste twee beide onder de titel Geschminkte Jugend (1929 en 1960); de derde was Was nützt die Liebe in Gedanken (2004) naar de roman Der Selbstmörder-Klub (1999) van Arno Meyer zu Küingdorf.